# 拉雷 (上索恩省)
拉雷（法語：Larret，法語發音：[laʁɛ]）是法国上索恩省的一个市镇，属于沃苏勒区。

## 地理
拉雷（47°37'36"N, 5°37'48"E）面积5.58 平方千米，位于法国勃艮第-弗朗什-孔泰大區上索恩省，该省份为法国东部内陆省份，北起顺时针与孚日省、贝尔福地区省、杜省、汝拉省、科多尔省和上马恩省接壤。
与拉雷接壤的市镇（或旧市镇、城区）包括：皮埃尔库尔、德兰。

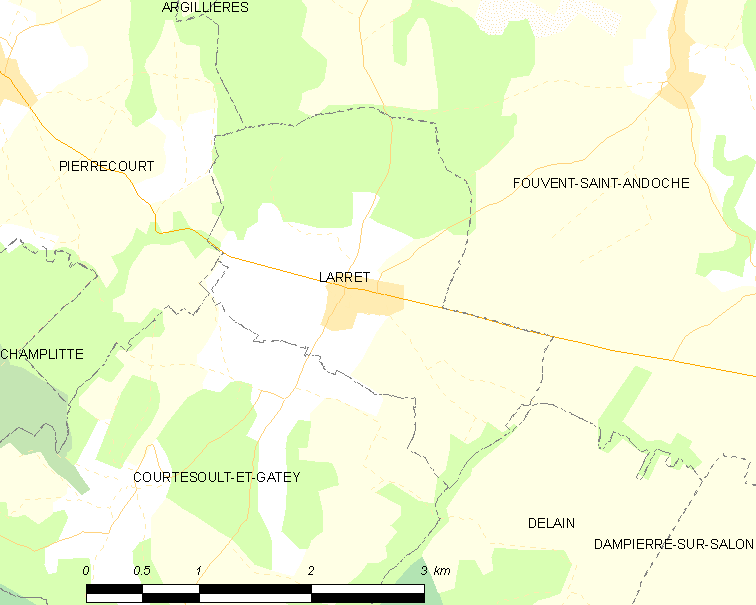
的OSM定位图

拉雷的时区为UTC+01:00、UTC+02:00（夏令时）。

## 行政
拉雷的邮政编码为70600，INSEE市镇编码为70297。

## 政治
拉雷所属的省级选区为萨隆河畔当皮埃尔县。

## 人口

1962-2008年间人口变化图示

拉雷于2022年1月1日时的人口数量为63人。